# Klein Bünzow
Klein Bünzow est une municipalité allemande du land de Mecklembourg-Poméranie-Occidentale et l'arrondissement de Poméranie-Occidentale-Greifswald.

## Personnalités liées à la ville
- Eduard von Below (1856-1942), général né à Salchow.